# CD-63
CD-63は1982年に発売されたマランツ初のCDプレーヤー。
1980年末にフィリップス（PHILIPS,オランダの世界最大の家電メーカー）の傘下になり、フィリップス社のデジタル技術、光学技術、機構技術などを投入。1982年当時で189,000円という高額製品だった。駆動メカニズムは独自のスイングアーム型CDM-0を搭載し、D/A変換回路(DAC)には、当時初の4倍オーバーサンプリングデジタルフィルターと二次ノイズシェイパー、14bit型DAC、TDA1540を左右独立に採用した。DACが14bitであっても、ノイズシェイパーとオーバーサンプリングのために16bit相当の精度が出た。
これらのメカニズムは後に発売された安価なCD-34に譲られ、爆発的なヒットとなった。

## もうひとつのCD-63
CD-63は1993年に同じ日本マランツから発売された普及型CDプレーヤーでもある。オーディオ機器では同じメーカーから同じ型番の別製品が発売される事はまれであるため、中古市場などで探す際には製品写真等で外観の特徴を基に判断しなければならない。1982年発売のCD-63はトップローディング方式のシルバーカラー、1993年発売のCD-63はトレイローディングタイプのブラックカラー又はゴールドカラーである。
発売当時の定価40,000円。駆動メカニズムはリニアトラッキング型のCDM-12、デジタル部には18ビット8倍オーバーサンプリングデジタルフィルターや1ビットDAC、アナログ部にはHDAM(高速電圧増幅モジュール)を搭載していた。光デジタル出力端子を廃し同軸デジタル出力1系統のみにした廉価版CD-53やブラッシュアップモデルCD-63SEなどのバリエーションが存在した。後のCD-67、CD-67SE、CD6000OSEのベースとなったモデルでもある。